# Genroku bunka
Le Genroku bunka (元禄文化) désigne la culture au Japon au début de l'époque d'Edo (1603-1867), en particulier lors de l'ère Genroku (1688-1704), connue comme une période d'affichage du luxe, les arts étant de plus en plus patronnés par une classe marchande puissante grandissante.

## Arts visuels

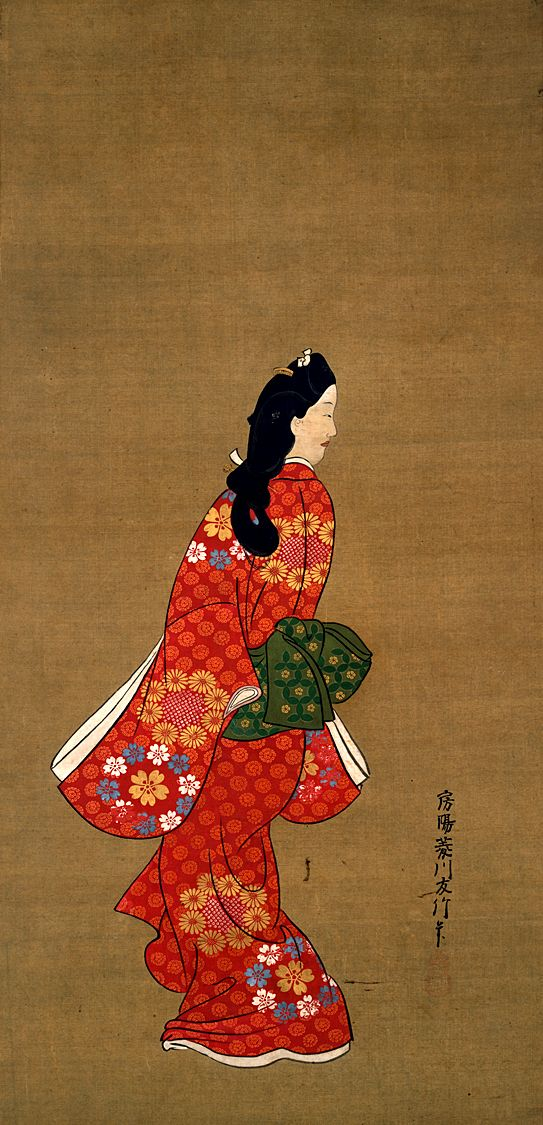
Belle regardant en arrière, par Hishikawa Moronobu.

L'ère Genroku marque l'apogée de la culture de l'époque d'Edo. Ogata Kōrin et Hishikawa Moronobu, considéré comme le fondateur de l'ukiyo-e, tous deux appartenant à l'école Rimpa, sont d'importants représentants du Genroku bunka. Le terme « rimpa » (琳派) est l'amalgame de la dernière syllabe de « Kōrin ». Torii Kiyonobu est un autre artiste d'ukiyo-e connu.

## Romans et poésie
Les principaux éléments de la culture bourgeoise émergente apparaissent à Osaka et Heian (ancien Kyoto), dans la région appelée Kamigata. Les jōruri et les pièces du théâtre kabuki de Chikamatsu Monzaemon en sont des exemples ainsi que les ukiyo-zōshi de Ihara Saikaku, les essais poétiques et les haikus de Matsuo Bashō.

## Kabuki
Ichikawa Danjūrō I, acteur de style aragoto, Sakata Tōjūrō I, de style wagoto, et Yoshizawa Ayame I, de style onnagata, sont de renommés acteurs de kabuki de l'ère Genroku.